# Eugène Sol
Eugène Sol, chanoine, est un historien lotois qui écrivit de nombreux ouvrages sur l'histoire religieuse et civile de ce département.

## Biographie
Il est né en 1877 à Laroque-des-Arcs, près de Cahors et mort à Bretenoux en juillet 1953. Il a été ordonné prêtre après avoir fait ses études au petit séminaire de Monfaucon (Lot) puis au séminaire de Saint-Sulpice à Paris. D'abord vicaire à Aynac, il partit très vite pour Rome où il fut archiviste à l'École vaticane et chapelain à Saint-Louis des Français.
Le chanoine Sol revient en France, en 1903, docteur in utroque jure (« dans les deux droits », civil et canonique) et  diplômé des Archives Vaticanes. Pendant près d'une année il est professeur de droit canon au grand séminaire de Meaux. Mais une affection de la voix le contraint à abandonner l'enseignement oral.
En 1904, il rejoint le Quercy. Il est nommé prêtre à Saint-Étienne, près de Souillac, puis, en 1906, curé à Bégoux, près de Cahors. En 1912, l'évêché l'appelle à la paroisse Notre-Dame de Cahors. Il est nommé archiviste diocésain à partir de 1926, chanoine honoraire en 1929, chanoine titulaire en 1942. Il a été fait chevalier de  la Légion d'honneur, en juillet 1933.

## Travaux
Son œuvre écrite, impressionnante par son volume, concerne d'abord un savant canoniste, Giacomino Simoneta, puis l'histoire des relations entre la France et l'Italie du XIIe siècle à la fin du 1er Empire. Son livre sur ce sujet est paru en 1905.
Le chanoine Sol se consacre ensuite à l'histoire du Quercy. Il publie ses articles  dans des revues comme les Annales du  Midi, la Revue des questions historiques, la Revue d'histoire de l'Église  de France, le Télégramme de Toulouse, le Bulletin des Anciens élèves de Saint-Sulpice, le Bulletin de Notre-Dame de Rocamadour la Revue religieuse de Cahors et de Rocamadour...
Les éditions Champion, Picard, Beauchesne ou Rivière éditeront ses livres à des tirages restreints.

## Publications
- "Jean XXII, un des plus grands papes de l'histoire" paru en  1947 chez Beauchesne
- "Alain de  Solminihac", deux ouvrages éditées en 1928 et 1930
- "Le Vieux Quercy ", quatre éditions de 1929 à 1947

- Prix d’Académie 1930 de l’Académie française
- "L'Église de Cahors", cinq volumes, parus de 1938 à 1950

- Prix Montyon 1949 de l’Académie française
- "La Révolution  en Quercy", six livres édités de 1930 à 1932

- Prix Thérouanne 1934 de l’Académie française
- "Quercynois de la période révolutionnaire"
- "La Révolution de 1848 dans le Lot", publié dans le Bulletin de la Société des études du Lot.
- Une étude de la vie sociale et économique  du Quercy, aux siècles passés, en trois volumes traitant le sujet, des origines à la fin du XVIIe siècle, parus de 1941 à 1950.

## Distinctions
- Chevalier de la Légion d'honneur